# تضخم الغدة الكظرية الخلقي بسبب نقص 11- بيتا هيدروكسيليز

## تضخم الغدة الكظرية الخلقي بسبب نقص 11- بيتا هيدروكسيلاز
تضخم الغدة الكظرية الخلقي بسبب نقص 11- بيتا هيدروكسيلاز هو شكل من أشكال تضخم الغدة الكظرية الذي ينتج عنه كمية أكبر من المعتاد من الأندروجين، الناتجة عن خلل في الجين الذي يشفر الإنزيم الستيرويدي 11- بيتا هيدروكسيلاز الذي يتوسط الخطوة النهائية لتكوين الكورتيزول في الغدة الكظرية. 11- بيتا هيدروكسيلاز تضخم الغذة الكظرية يؤدي إلى ارتفاع ضغط الدم بسبب الآثار القشرانية المعدنية المفرطة. كما أنه يسبب الإفراط في إنتاج الأندروجين قبل الولادة وبعدها ويمكن أن يذكِّر جنين أنثى وراثيا أو طفل من أي من الجنسين.

## العرض

### تأثيرات القشرانيات المعدنية
المظاهر المعدنية القشرانية للنقص الشديد لـ 11- بيتا هيدروكسيلاز من تضخم الغدة الكظرية يمكن أن يكون ثنائي الطور، يتغير من نقص (إهدار الملح) في مرحلة الطفولة المبكرة إلى زيادة (ارتفاع ضغط الدم) في حياة الأطفال والبالغين.
لا يحدث إهدار الملح في الطفولة المبكرة في معظم الحالات لـ 11- بيتا هيدروكسيلاز لتضخم الغدة الكظرية ولكن يمكن أن يحدث بسبب ضعف إنتاج الألدوستيرون الذي يتفاقم بسبب عدم كفاءة حفظ الملح في مرحلة الطفولة المبكرة. عندما يحدث ذلك فإنه يشبه إهدار الملح للنقص الشديد لـ 21-هيدروكسيلاز تضخم الغدة الكظرية: ضعف اكتساب الوزن والقيء في الأسابيع الأولى من تقدم الحياة حيث يبلغ ذروته في الجفاف الذي يهدد الحياة ونقص صوديوم الدم ونقص بوتاسيوم الدم والحماض الاستقلابي في الشهر الأول من الحياة.
على الرغم من عدم كفاءة إنتاج الألدوستيرون، إلا أن تأثير القشرانيات المعدنية الأكثر تميزًا لـ 11- بيتا هيدروكسيلاز هي ارتفاع الضغط. تضخم الغدة الكظرية التقدمي بسبب الارتفاع المستمر للهرمون الموجه لقشرة الكظر ينتج عنه إفراط في الإنتاج لـ 11- ديوكسي كورتيكوستيرون في منتصف مرحلة الطفولة.
ديوكسي كورتيكوستيرون هو هرمون قشر ستيرويدي معدني ضعيف، لكنه عادة ما يصل إلى مستويات عالية بما فيه الكفاية في هذا المرض ليسبب آثار زيادة في القشرانيات المعدنية: احتباس الملح، وتوسيع الحجم، وارتفاع ضغط الدم.

### آثار الستيرويد الجنسي
بسبب أن نشاط 11- بيتا هيدروكسيلاز غير ضروري في إنتاج الستيرويدات الجنسية (الأندروجينات والإستروجين)، تنتج قشرة الغدة الكظرية مفرطة التنسج كميات مفرطة من ديهيدرو إيبي أندروستيرون، أندروستينيديون وخاصة التستوستيرون.
هذه الأندروجينات تنتج تأثيرات مماثلة لنقص 21- بيتا هيدوكسيلاز لتضخم الغدة الكظرية.
في الحالات الحادة، يمكن أن تكون الأجنة الأنثوية مذكرة بشكل كبير، مع أعضاء تناسلية غامضة التي تبدو أقرب للذكور منها للإناث، على الرغم من أن الأعضاء الأنثوية الداخلية، بما في ذلك المبيض والرحم تتطور بشكل طبيعي.
الأجنة الذكورعادة لا تظهر أي ميزات غير طبيعية تتعلق بزيادة الأندروجين.
ضخامة القضيب (أكثر من 22 سم/8.7 إنش) عادة ما يكون موجودًا لدى المرضى الذكور.
في الطفرات الأكثر اعتدالًا، تظهر تأثيرات الأندروجين في كلا الجنسين في منتصف الطفولة مثل شعر العانة المبكر، والنمو المفرط، وتسارع عمر العظام. على الرغم من الإبلاغ عن الأشكال «غير الكلاسيكية» التي تسبب كثرة الشعر وعدم انتظام الدورة الشهرية وارتفاعات الستيرويد المناسبة، لم يكن لدى معظمها طفرات يمكن التحقق منها والنقص المتوسط لإنزيم 11- بيتا هيدروكسيلاز لتضخم الغدة الكظرية يعتبر حاليا سببا نادرا جدا للشعرانية والعقم.
جميع القضايا المتعلقة بالذكورة، وتعيين حديثي الولادة، ومزايا ومساوئ الجراحة التناسلية، وتهذيب الأطفال والبالغين، والهوية الجنسية والتوجه الجنسي مماثلة لتلك لنقص 21- هيدروكسيلاز لتضخم الغدة الكظرية ووضعت بمزيد من التفصيل في تضخم الغدة الكظرية الخلقي.

## الفيزيولوجيا المرضية
P450C11 β الإنزيم الذي يتوسط نشاط 11- بيتا هيدروكسيلاز يعرف حاليا باسم
P450لإنه واحد من إنزيمات السيتوكروم المؤكسدة
التي تقع في الغشاء الداخلي للميتوكوندريا لخلايا قشرة الغدة الكظرية. يتم ترميزها بواسطة 8q21-22جين
مثل الأشكال الأخرى من تضخم الغدة الكظرية الخلقي، تم تحديد عدد من الأليلات المختلفة المعيبة للجين، مما ينتج درجات متفاوتة من ضعف نشاط 11- بيتا هيدروكسيلاز.
أيضا مثل الأشكال الأخرى من تضخم الغدة الكظرية الخلقي، 11- بيتا هيدروكسيلاز موروث كمرض جسمي متنحي.
11- بيتا هيدروكسيلاز يتوسط الخطوة الأخيرة من مسار الكورتيزون، وإنتاج الكورتيزول من 11- ديوكسي كورتيزول. كما أنه يحفز تحويل 11-ديوكسيكورتيكوستيرون إلى كورتيزون في مسار القشرانيات المعدنية.

## التشخيص

### التصنيف
يشير تضخم الغدة الكظرية الخلقي إلى أي من الأمراض الجسدية المتنحية الناتجة عن العيوب في خطوات تخليق الكورتيزول من الكوليسترول من الغدد الكظرية. تتضمن جميع أشكال تضخم الغدة الكظرية الخلقي إنتاجًا مفرطًا أو معيبًا للستيرويدات الجنسية ويمكن أن تمنع أو تضعف تطور الخصائص الجنسية الأولية أو الثانوية عند الرضع والأطفال والبالغين المصابين. ينطوي الكثير منها أيضًا على إنتاج مفرط أو معيب من القشرانيات المعدنية، والتي يمكن أن تسبب ارتفاع ضغط الدم أو هدر الملح، على التوالي.
النوع الأكثر شيوعًا من تضخم الغدة الكظرية الخلقي يرجع إلى نقص 21- بيتا هيدروكسيلاز.
نقص 11- بيتا هيدروكسيلاز هو أحد الأنواع الأقل شيوعًا من تضخم الغدة الكظرية الخلقي بسبب نقص البروتينات والإنزيمات الأخرى المشاركة في تخليق الكورتيزول. يتم وصف أنواع أخرى غير شائعة في المقالات الفردية (الروابط أدناه).
11- بيتا هيدروكسيلاز لتضخم الغدة الكظرية الخلقي يشابه نقص 21-هيدروكسيلاز من تضخم الغدة الكظرية الخلقي في مظاهره الأندروجينية: ذكورة جزئية وأعضاء تناسلية غامضة للرضع الإناث وراثيا، ذكورة الطفولة من كلا الجنسين، وحالات نادرة من الذكورة أو العقم لدى المراهقات والبالغات. يختلف تأثير القشرانيات المعدنية: عادة ما يكون ارتفاع ضغط الدم هو الدليل السريري الذي يعاني منه مريض نقص 11- بيتا هيدروكسيلاز بدلا من نقص 21- هيدروكسيلاز لتضخم الغدة الكظرية الخلقي.
عادة مايتم تشخيص نقص 11- بيتا هيدروكسيلاز لتضخم الغدة الكظرية الخلقي من خلال الارتفاعات الملحوظة لـ 11- ديوكسي كورتيزول و11- ديوكسي كورتيزون، وهي ركائز 11- بيتا هيدروكسيلاز. المعالجة مشابهة لتلك الخاصة بنقص 21-هيدروكسيلاز لتضخم الغدة الكظرية باستثناء أنه لا يجب استبدال القشرانيات المعدنية.

## المعالجة
كما هو الحال مع الأشكال الأخرى من تضخم الغدة الكظرية الخلقي، فإن العلاج الأساسي لنقص 11- بيتا هيدروكسيلاز لتضخم الغدة الكظرية الخلقي هو استبدال جلوكوكورتيكويد مدى الحياة بجرعات كافية لمنع قصور الغدة الكظرية وقمع زيادة إنتاج القشرانيات المعدنية وإنتاج الأندروجين.
يستجيب إهدار الملح في الطفولة إلى محلول ملحي عن طريق الوريد، دكستروز، وجرعة عالية من الهيدروكورتيزون، ولكن عادة ما يكون استبدال فلودروكورتيزون طويل الأمد غير ضروري. يتم تحسين ارتفاع ضغط الدم عن طريق كبت الجلوكوكورتيكويد لـ 11- ديوكسي كورتيكوستيرون.
تتشابه مشكلات استبدال الجلوكوكورتيكويد على المدى الطويل مع تلك لنقص 21- هيدروكسيلاز لتضخم الغدة الكظرية الخلقي، وتنطوي على توازن دقيق بين الجرعات الكافية لقمع الأندروجينات مع تجنب قمع النمو. لأن عيب الإنزيم لا يؤثر على تخليق الستيرويد الجنسي، يجب أن تكون وظيفة الغدد التناسلية عند البلوغ والخصوبة على المدى الطويل طبيعية إذا تم التحكم في إنتاج الأندروجين الكظري. انظر تضخم الغدة الكظرية الخلقي للحصول على مناقشة أكثر تفصيلاً لقمع الاندروجين وإمكانية الخصوبة لدى المراهقات والبالغين